# Pasadena (Texas)
Pasadena és una població dels Estats Units a l'estat de Texas. Segons el cens del 2004 tenia 152.968 habitants.

## Demografia
Segons el cens del 2000, Pasadena tenia 141.674 habitants, 47.031 habitatges, i 35.179 famílies. La densitat de població era de 1.238,7 habitants/km².
Dels 47.031 habitatges en un 43,1% hi vivien nens de menys de 18 anys, en un 55,8% hi vivien parelles casades, en un 13,1% dones solteres, i en un 25,2% no eren unitats familiars. En el 20,4% dels habitatges hi vivien persones soles el 6,2% de les quals corresponia a persones de 65 anys o més que vivien soles. El nombre mitjà de persones vivint en cada habitatge era de 2,99 i el nombre mitjà de persones que vivien en cada família era de 3,48.
Per edats la població es repartia de la següent manera: un 31,6% tenia menys de 18 anys, un 11,4% entre 18 i 24, un 31,2% entre 25 i 44, un 17,9% de 45 a 60 i un 7,9% 65 anys o més.
L'edat mediana era de 29 anys. Per cada 100 dones de 18 o més anys hi havia 97,6 homes.
La renda mediana per habitatge era de 38.522$ i la renda mediana per família de 42.541$. Els homes tenien una renda mediana de 34.330$ mentre que les dones 25.869$. La renda per capita de la població era de 16.301$. Aproximadament el 13,2% de les famílies i el 16% de la població estaven per davall del llindar de pobresa.

## Poblacions més properes
El següent diagrama mostra les poblacions més properes.